# Cseszneky Miklós
Cseszneky Miklós magyar nemzetközi kapcsolatok szakértő, szerkesztő, író, sztoikus filozófus és pszichoterapeuta; a csesznekvári és milványi gróf Cseszneky család leszármazottja.

## Családja
A magyar történelemben a 13. század óta szereplő főnemesi család sarja; gróf Cseszneky László és saári Takács Katalin fia; apai ágon gróf Cseszneky Mihály nagyiparos, Giorgio Perlasca üzlettársa és segítője, anyai ágon Takács Miklós szociáldemokrata politikus, 1956-os forradalmár unokája.

## Tanulmányai
1997-ben érettségizett, ezt követően jogi tanulmányokat folytatott, majd nemzetközi tanulmányok szakon szerzett diplomát. Posztgraduális tanulmányait Argentínában, Spanyolországban és az Egyesült Államokban végezte nemzetközi kereskedelem, történelem, pszichológia, filozófia, angol és spanyol szakon.

## Közéleti tevékenysége
Habsburg Ottó felkérésére kapcsolódott be a Nemzetközi Páneurópa Unió tevékenységébe, s aktív szerepet játszott a Magyarországra érkező délszláv menekültek segélyezésének koordinálásában. A koszovói konfliktus idején Pristinában a szerb hatóságok rövid időre letartóztatták.
1999-ben csatlakozott a Magyar Demokrata Fórumhoz, s még az évben beválasztották a párt szegedi szervezete elnökségébe. 2003 és 2005 között az Ifjúsági Demokrata Fórum Csongrád megyei elnöke, s 2004-ben a párt európai uniós választási kampányának egyik szervezője volt. 2006-ban visszavonult a pártpolitikai szerepvállalástól.
2002-ben megalakította a Magyar Baráti Közösség anyaországi tagozatát, s 2003-ban részt vett a szervezet Amerikai Egyesült Államokbeli konvencióján.
2011-ben jogi lépéseket tett családja elkobzott délvidéki vagyonának visszaszerzésére.
A modern sztoicizmus egyik meghatározó alakja, a Sztoikus Filozófusok Főiskolája oktatója és a Marcus Aurelius Lovagrend nevű sztoikus jótékonysági szervezet alapítója.
La Razón Histórica eszmetörténeti folyóirat nemzetközi tudományos tanácsadó testületének tagja.
Történelmi, jogi, politikai, filozófiai és pszichológiai témájú írásai, illetve versei és novellái jelentek meg magyar, angol, spanyol, francia, horvát és eszperantó nyelven.

## Külső hivatkozások
- Cseszneky Miklós linkgyűjteménye
- Cseszneky Miklós szerzői oldala
- Gróf Cseszneky Miklós Ösztöndíjalap a Sztoikus Tanulmányokért